# 谷熊町
谷熊町（やぐまちょう）は、愛知県田原市の地名。34の小字が設置されている。

## 地理
旧田原町東端部に位置する。東は豊橋市、南は六連町、北は田原湾に接する。

### 字一覧
字名は以下の通りである。
| - 石塚（いしづか） - 岩前（いわまえ） - 江縄（えなわ） - 岡野（おかの） - 鍛冶屋前（かじやまえ） - 上大取（かみおおどり） - 川尻（かわしり） - 栗生（くりおい） - 桑原（くわばら） - 須郷（すごう） - 須郷山（すごうやま） - 洲崎（すざき） | - 砂亡（すぼう） - 太神（だいじん） - 高尾（たかお） - 高田（たかだ） - 寺新田（てらしんでん） - 堂代（どうしろ） - 成木（なるき） - 西輪（にしわ） - 東洲崎（ひがしすさき） - 備後（びんご） - 平三（へいざ） | - 程ケ谷（ほどがや） - 松ノ本（まつのもと） - 御堂崎（みどのさき） - 南御納（みなみおのう） - 宮沖（みやおき） - 宮崎（みやざき） - 宮下（みやした） - 森下（もりした） - 森山（もりやま） - 谷熊下（やぐました） - 谷熊間（やぐまま） |

## 歴史

### 地名の由来
谷間の水田を意味するという。

### 沿革
- 南北朝時代〜室町時代 - 弥熊御厨が当地に所在した[7]。弥熊は、田原湾から遠州灘までの広大な範囲を含む地名であったという[7]。
- 江戸時代 - 三河国渥美郡の谷熊村として所在[8]。当初は吉田藩と幕府領の相給であった[8]。
- 天明8年 - 吉田藩領となる[8]。
- 天保3年 - 幕府領となる[8]。
- 天保9年 - 再び吉田藩領となる[8]。
- 1878年（明治11年） - 合併に伴い、杉谷村大字谷熊となる[8]。
- 1882年（明治15年） - 杉谷村から分村し、谷熊村が再び成立する[8]。
- 1889年（明治22年） - 合併に伴い、相川村大字谷熊となる[8]。
- 1906年（明治39年） - 合併に伴い、田原町大字谷熊となる[8]。

## 世帯数と人口
2015年（平成27年）10月1日現在の世帯数と人口は以下の通りである。
| 町丁   | 世帯数  | 人口  |
| ------ | ------- | ----- |
| 谷熊町 | 168世帯 | 611人 |

### 人口の変遷
国勢調査による人口の推移
| 2005年（平成17年） | 630人 | [ 9 ]  |  |
| 2010年（平成22年） | 640人 | [ 10 ] |  |
| 2015年（平成27年） | 611人 | [ 2 ]  |  |

## 学区
市立小・中学校に通う場合、学区は以下の通りとなる。また、公立高等学校に通う場合の学区は以下の通りとなる。
| 番・番地等 | 小学校                 | 中学校             | 高等学校 |
| ---------- | ---------------------- | ------------------ | -------- |
| 全域       | 田原市立田原東部小学校 | 田原市立東部中学校 | 三河学区 |

## 交通
- 国道259号（田原街道）[5]
- 愛知県道397号城下田原線[5]
- 豊橋鉄道渥美線 やぐま台駅
  - 豊橋鉄道により造成されたやぐま台団地への便宜のために1971年（昭和46年）4月に開業した駅。

## 施設
- 谷熊台団地[5]
- 岩崎神社[5]
- 曹洞宗長伝寺[5]
- 常林寺[5]
- 宝樹寺[5]

## その他

### 日本郵便
- 郵便番号 : 441-3412[3]（集配局：田原郵便局[13]）。